# Quang Minh nhật báo

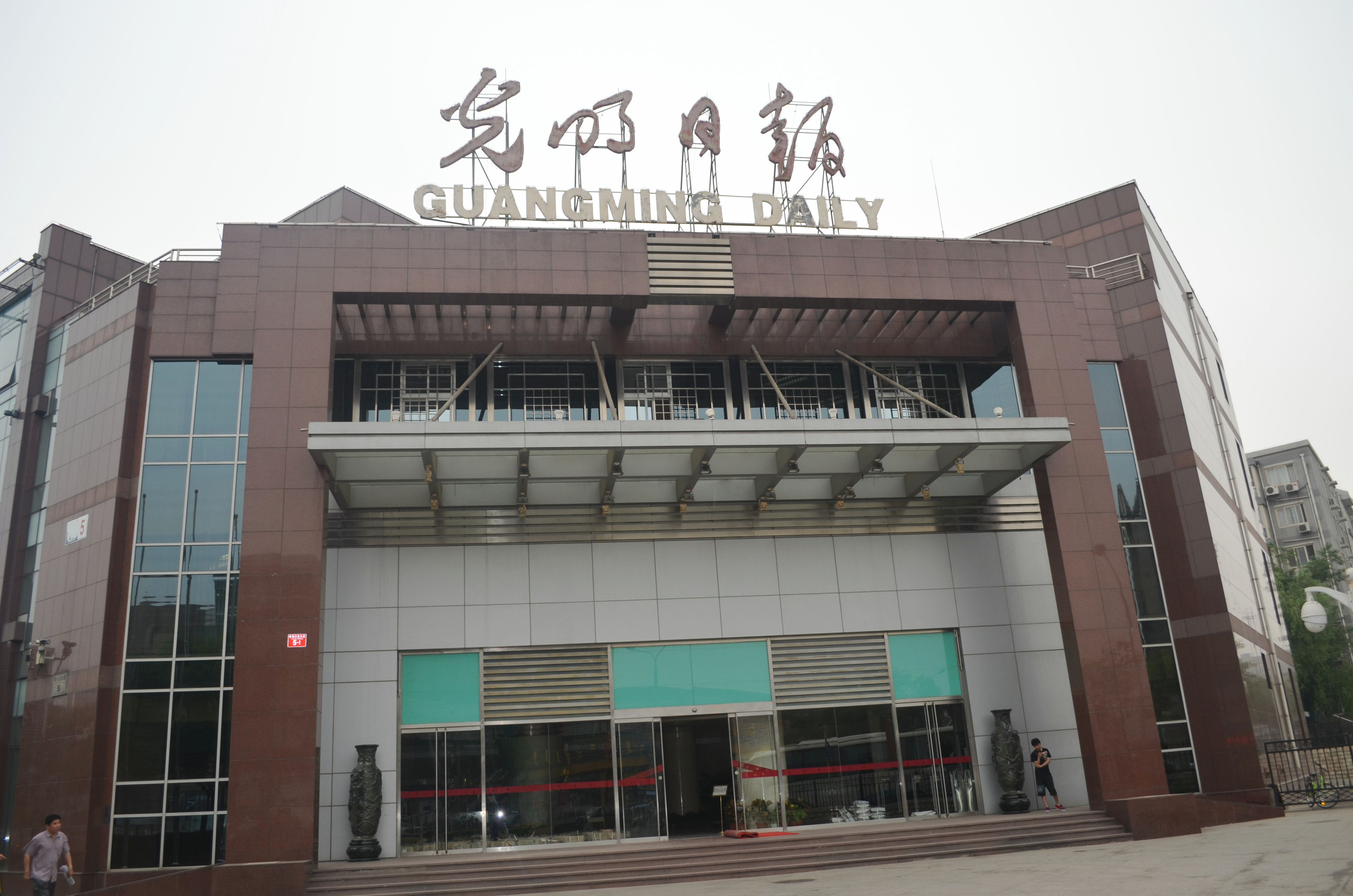
Trụ sở của Guangming Daily

Quang Minh nhật báo, còn được gọi là Nhật báo Khai sáng, là một tờ nhật báo bằng tiếng Trung Quốc được xuất bản tại Cộng hòa Nhân dân Trung Hoa. Mặc dù được thành lập vào năm 1949 với tư cách là tờ chính thức của Đồng minh Dân chủ Trung Quốc, nhật báo được điều hành bởi Đảng Cộng sản Trung Quốc từ năm 1982 và chính thức được công nhận là một tổ chức trực thuộc Ủy ban Trung ương từ năm 1994. Là một trong "ba tờ báo lớn" của Trung Quốc trong thời kỳ Cách mạng Văn hóa, tờ báo này đã đóng một vai trò quan trọng trong cuộc đấu tranh chính trị giữa Hoa Quốc Phong và Tứ nhân bang năm 1976 cùng Đặng Tiểu Bình năm 1978.